# Красний міст (Чернігів)
Красний міст — бетонний міст через річку Стрижень у місті Чернігів.

## Історія
Як свідчать джерела, від XVII століття на річці Стрижень існували Архієрейські ставки, створені задля обслуговування млинів, що розташовувалися на відповідних греблях. Одна з них — Гнойова гребля — мала на собі міст, який сполучав Стовповий Глухівський шлях з Черніговом. Цей перехід, імовірно, міг з'явитися ще в 1660-ті роки; станом на 1706 рік він вже відмічений на «Абрисі чернігівському» — найстаршому виявленому плані міста.
Весною 1773 року великий паводок розмив греблю. У 1783 році через Стрижень зведено новий дерев'яний міст на палях, імовірно, що саме його згадує О. Шафонський у 1786 році за назвою Красний — перша зафіксована згадка про назву мосту. Протяжність мосту складала 50 сажнів (близько 100 м).
Споруду неодноразово ремонтували та перебудовували. Так, відомо, що вже 1786 року Чернігівський намісник А. Милорадович вимагав провести капітальний ремонт покриття проїжджої частини мосту так званим товстим лісом, замість уживаних до того фашинника й лози. У 1885 році повінь знесла Красний міст. У стислі терміни його було відбудовано, проте нова висота мосту виявилася незручною для проїзду, тож 1900 року було проведено роботи з його пониження на близько 1 м, на що було затрачено 500 рублів з міської казни. Навесні 1911 року черговий паводок знову зруйнував міст; тимчасово основний трафік між територіями міста й Застриження прийняв на себе новозведений Семінарський міст. Зрештою, впродовж 1914—1916 років було збудовано новий міст на залізобетонних палях, що включав три залізобетонні прогони із чавунними парапетами обабіч хідників.
Під час Другої світової війни міст отримав пошкодження, але не зважаючи на це, радянські війська ним вступили до міста.
У 1964 році, в зв'язку із відкриттям тролейбусного руху, за проєктом В. Устинова міст було реконструйовано і розширено. З обох боків додали бетонні палі на яких добудували хідники; старий міст став проїжджою частиною реконструйованого.
Сучасний міст пофарбований у червоний колір, має опорядження з полірованого червоного граніту та ліхтарі, стилізовані під старовину.

## У культурі
- За поширеним легендарним переказом, зафіксованим низкою праць етнографів XIX століття, на Красному мосту Чернігівський архієпископ Іоанн Максимович на вимогу містян перестрів та відправив хресним знаменням у води Стрижня примарну карету з так званим «Чернігівським упирем» — графом Дуніним-Борковським.
- У 1939 році О. Довженко під час роботи над фільмом «Щорс» деякі сцени відзняв на Красному мосту: 1919 року, як зазначає радянська мемуаристика, саме ним армія Щорса увійшла до міста[5][4].

## Галерея

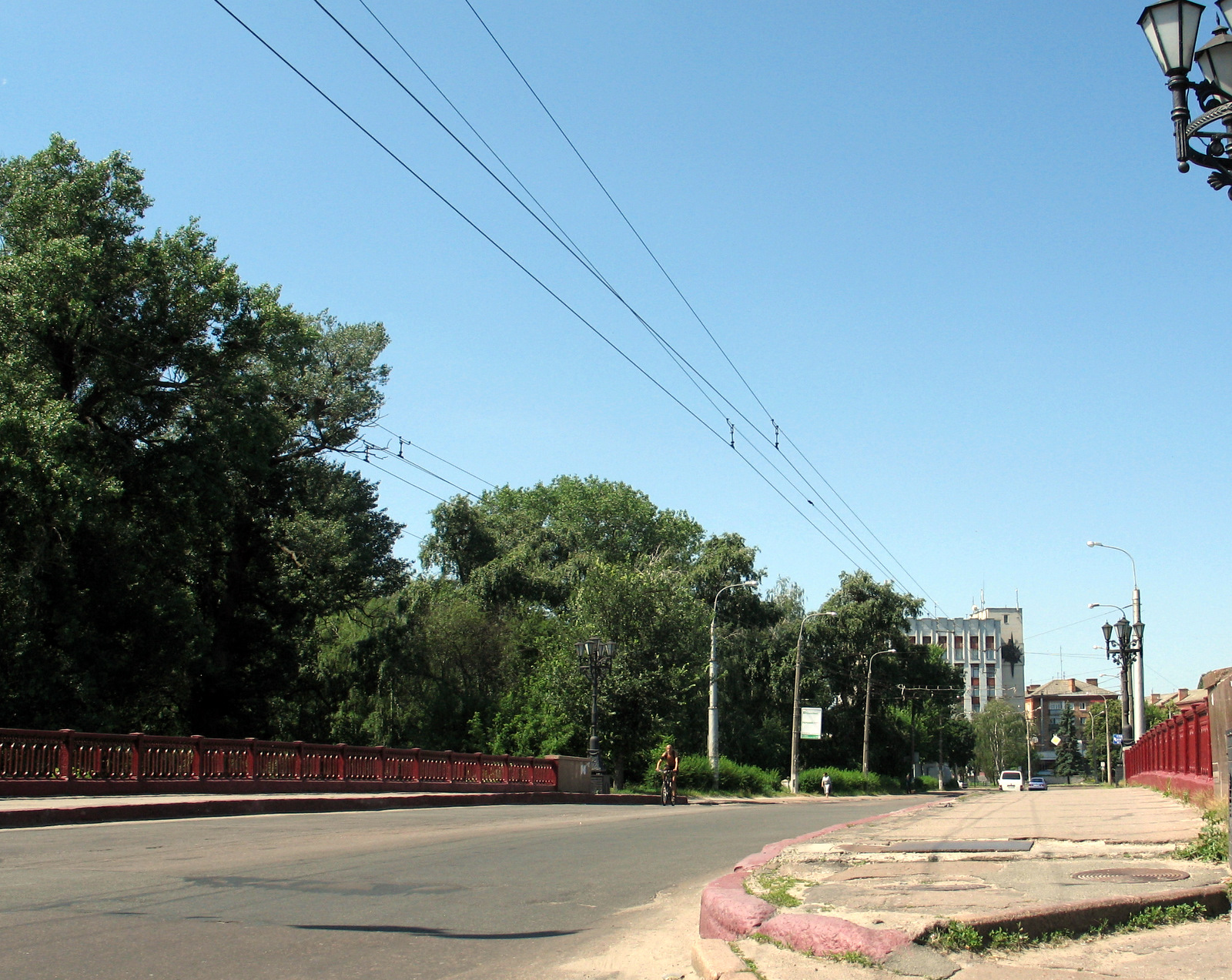
Красний міст у 2010 році